# Guadalupe Calello
Guadalupe Calello (13 de abril de 1990) é uma futebolista argentina que atua como goleira.

## Carreira
Guadalupe Calello integrou o elenco da Seleção Argentina de Futebol Feminino, nas Olimpíadas de 2008. 